# Le Plus vieux métier du monde
Le plus vieux métier du monde és una comèdia dramàtica francesa, a esquetxos, dirigida per Claude Autant-Lara, Philippe de Broca, Jean-Luc Godard, Mauro Bolognini, Franco Indovina i Michael Pfleghar l'any 1966, i estrenada el 1967.

## Argument
Sis esquetxos sobre el tema de la prostitució a través de les edats: L'era prehistòrica, Les nits romanes, La revolució francesa, La Belle Époque, Avui i Anticipació o l'amor el 2000... 

## Producció

### L'amor en el 2000
La pel·lícula alterna periòdicament seqüències rodades en colors i efectes diversos (roig, groc, blau, negatiu, sobre exposició) preanunciant comentaris de fons amb una veu off que recita: color xinès, color europeu, color soviètic, i que augmenta el contrast amb l'efecte a color ple del final. Aquesta versió director's cut de Godard es va projectar el 5 de juliol de 1967 a l'estudi Gît-les-Coœur i al festival de Hyères, però després serà modificada de la producció per a la distribució en sala: en comptes d'efectes i colors diversos, les còpies disponibles avui presenten un monocromia en escala de gris que fa incomprensible el comentari sonor.
La pel·lícula va ser rodada entre finals de  setembre i començaments d'octubre de  1966 en un hotel de l'aeroport de Orly, i la idea agrada molt al director; les preses duren quatre dies.

## Repartiment
L'era prehistòrica
- Michèle Mercier: Brit
- Enrico Maria Salerno: Rak
- Gabriele Tinti

Les Nits romanes
- Elsa Martinelli: Domitila

Anticipation, ou l'amour en l'an 2000
- Anna Karina: Natasha / Eleonor Roméovitch, l'hostessa 703
- Jacques Charrier: Nick / John Demetrius
- Marcel Dalio: Mestre Vladimir Leskov
- Jean-Pierre Léaud: El grum
- Marilù Tolo: Marlène

avui
- France Anglade: Catherine
- Nadia Gray: Nadia
- Jacques Duby
- Francis Blanche
- Jacques Marí: El guàrdia urbà

La Belle Époque
- Raquel Welch: Nini
- Martin Held: Édouard

La Revolució francesa
- Jeanne Moreau: Mimi Guillotine
- Jean-Claude Brialy: Philibert
- Catherine Samie: Toinette
- Jacques Monod: L'home del poble
- Gérard Lartigau: Antoine
- Pierre Tornade: El transportista
- Jean Richard